# Ostrov Korzhin
Ostrov Korzhin (kazakiska: Qorzhyn Aral) är en ö i Kazakstan. Den ligger i den östra delen av landet, 600 km sydost om huvudstaden Astana.